# ییلاق مرشون
ییلاق مرشون، روستایی از توابع بخش مرکزی شهرستان ابهر در استان زنجان، ایران است. این روستا در دهستان حومه قرار دارد. سالانه حدود ۵۰۰ تن آلبالوی این روستا به بازار عرضه میگردد و محصول گردوی زیادی برداشت می‌شود.

## جمعیت
این روستا در دهستان حومه قرار دارد و براساس سرشماری مرکز آمار ایران در سال ۱۳۸۵، جمعیت آن ۴۳۲ نفر (۷۷خانوار) بوده‌است.